# سیارک ۷۴۴۶
سیارک ۷۴۴۶ (به انگلیسی: 7446 Hadrianus، نامگذاری:2249T-2) هفت هزار و چهارصد و چهل و ششمین سیارک کشف شده‌است که در ۲۹ سپتامبر ۱۹۷۳ کشف شد.
قدر مطلق سیارک برابر ۱۲٫۳۰ است.